# Катаока, Тиэдзо
Тиэдзо Катаока (яп. 片岡 千恵蔵 Катаока Тиэдзо:, 30 марта 1903 года – 31 марта 1983 года), иногда упоминаемый также как Уэки Катаока (яп. 片岡 植木 Катаока Уэки) — японский киноактер до- и послевоенного периода, ветеран жанра дзидайгэки, один из основателей и член совета директоров студии Toei в 1950-х годах.
Актёр родился в 1903 году в городке Ябудзукахон (влившемся в 2005 году в разросшийся город Ота) в префектуре Гумма под именем Масаёси Уэки, вырос в Токио.
Сыграл свою первую главную роль в 1923 году. Специализируясь в жанре дзидайгэки, он сыграл множество главных ролей в ряде фильмов различных студий до и в период Второй мировой войны.
В начале 1950-х годов Катаока вместе со своим другом Утаэмоном Итикавой сыграл большую роль в становлении новой японской тиностудии «Toei»; оба позже вошли в её совет директоров. За свою карьеру Тиэдзо Катаока снялся более чем в 320 фильмах, не считая работ для телевидения. В числе его наиболее известных ролей на студии можно назвать шесть фильмов, в которых он играл Tōyama no Kin-san, трехсерийный Daibosatsu Tōge, роли в экранизациях Akō Rōshi по сюжету о 47 ронинах. После изменения жанровой политики студии в середине 1960-х годов снимался также в ряде телесериалов того же жанра, в том числе, исполнил роль отца заглавного героя, легендарного магистрата Ооки Тадасукэ в телесериале «Оока Этидзэн». Его экранная карьера продлилась 60 лет.
Умер от почечной недостаточности в 80-летнем возрасте.

## Избранная фильмография
- Окровавленное копьё на горе Фудзи (血槍富士 Chiyari Fuji) (1955)
- Akō Rōshi: Ten no Maki, Chi no Maki (赤穂浪士　天の巻　地の巻) (1956)
- Месть Ако (赤穂浪士 Akō Rōshi) (1961)

## Книги о Тиэдзо Катаоке
- Фильмы Тиэдзо = 千恵蔵映画 [Тиэдзо: эйга]. — Киото: Студия Тоэй-Киото, 1980. — 253 с. — (серия "Библиотека студии Тоэй-Киото"). Архивировано 10 марта 2016 года.
- Таяма, Рикия. Эра Тиэдзо = 千恵蔵一代 [Тиэдзо: итидай]. — Токио: Social Thought, Inc., 1987. — 138 с. — ISBN 4390602950. Архивировано 27 мая 2016 года.

(переиздана в 1992 году в серии «Библиотека современной культуры», ISBN 4390114328).
- История Kazue Productions — Тиэдзо Катаока, Мансаку Итами, Хироси Инагаки = 千恵プロ時代―片岡千恵蔵・伊丹万作・稲垣浩 洒脱にエンターテイメント [Кадзуэ Пуро дзидай — Катаока Тиэдзо:・Итами Мансаку・Инагаки Хироси сядацу ни энта:тэйменто]. — FilmArt (Киноискусство), 1997. — 152 с. — (серия "Хрестоматия кинематографии"). — ISBN 484599769X. Архивировано 27 августа 2014 года.